# Донгузашвілі Тея Гаязівна
Тея Гаязівна Донгузашвілі (рос. Тея Гаязовна Донгузашвили, 4 січня 1976) — російська дзюдоїстка, олімпійська медалістка.

## Виступи на Олімпіадах
| Олімпіада  | Дисципліна             | Місце |
| ---------- | ---------------------- | ----- |
| Афіни 2004 | дзюдо, важка категорія | 3T    |
| Пекін 2008 | дзюдо, важка категорія | 9T    |